# Parafia św. Jerzego w Szmańkowczykach
Cerkiew św. Jerzego w Szmańkowczykach – cerkiew greckokatolicka (Ukraińska Cerkiew Greckokatolicka), we wsi Szmańkowczyki (rejon czortkowski, obwód tarnopolski) na Ukrainie.

## Historia
Rejestracja greckokatolickoj religijnej wspólnoty w Szmańczykach została zrealizowana 24 lipca 1991 roku.
Wiosną 1992 roku rozpoczęto budowę kaplicy, a 26 maja poświęcił ją ks. Bohdan Nedilskyj. 18 marca 2012 roku, z inicjatywy ks. Iwana Senkiwa, poświęcono kamień węgielny i rozpoczęto budowę nowej cerkwi.
W 2014 roku, w Niedzielę Palmową, ks. Roman Łytwyniw poświęcił krzyż na cerkwi.
6 maja 2018 r. cerkiew została poświęcona przez biskupa eparchii buczackiej Dmytra Hryhoraka.
W parafii działa wspólnota Apostolstwo Modlitwy.